# Stanislav Gorel
Stanislav Gorel (* 1. prosince 1964) je bývalý slovenský fotbalista, obránce. Po skončení aktivní kariéry je podnikatelem s textilem

## Fotbalová kariéra
Hrál za Slovan Bratislava a VTJ Tábor. Mistr Československa 1992. V československé lize nastoupil v 21 utkáních a dal 1 gól.